# 精益生產
精實生產（英語：Lean Manufacturing，或），臺灣譯為精實生產、大陸譯為精益生产 ，簡稱精實（lean）或精益，一種系統性的生產方法，其目標在於減少生產過程中的無益浪費（日語：無駄，Muda），為端消費者創造经济价值。在消费者消费产品或服务的过程中，"价值"应该定义为消费者愿意为其买单的行为或流程。
简单来说，精實生產的核心是用最少工作，创造价值。精益生产主要来源于豐田生產方式 (TPS)的生产哲学，因此也称为丰田主义 (Toyotism)，一直到1990年间才称为精實生產。丰田生产系统以降低丰田的七项浪费、降低浪费、提升整体客户价值而闻名。但达到这个目标的方法有很多。丰田多年以来的持续增长，从一个默默无闻的小公司成长为世界最大的汽车制造商。让人们注意到如何获得生产上的成功。
精實生產是经济效益的一个主题分类，主要利用优化流程，是人类历史上提高生产率、降低浪费、利用现有技术决定事物重要性这个永恒主题的一份翻版，而不是对历史思想的一种批判。因此，为了了解精實生產的哲学，首先要了解节俭习惯，时间与运动研究、泰勒主义、效率运动和福特制等内容。精實生產一般被看做是一种更加精致的提高生产率效力的系统，是根据早期工作领导者，例如，泰勒、福特等人的思想基础之上创立的，并且吸取了他们的错误的教训。

## 总论
精實原则来源于日本的制造业，该词最早由约翰·克拉富西克于1988年在文章中提到"精實生產系统的胜利"，根据他在麻省理工斯隆商学院的理论经典作品。克拉富西克曾经是丰田新联合汽车制造公司的品質工程师，这是一家丰田在加利福尼亚的合资企业，后来，克拉富西克才来到麻省理工斯隆商学院进行MBA学习。克拉富西克的研究进一步引出了麻省理工的 国际汽车项目 (IMVP)，该项目让吉姆·沃马科、丹尼尔·琼斯和丹尼尔·罗斯等人写了世界上的一本畅销书《改变世界的机器》A complete historical account of the IMVP and how the term "lean" was coined is given by Holweg (2007).
对于很多人来说，精實生產的内容就是各种帮助鉴定和消除浪费的“工具”。当浪费减少了，品質就会提升，生产时间和成本也会降低。这些工具中最重要的有SMED、价值流图、5S法、看板 (拉动系统)和防错法 (错误校验法)等等。

### 丰田的TPS系统
丰田思想的确立，让丰田佐吉在20世纪之交创立了精益生产法。例如，在织布机的纺织工厂中，当线头断掉的时候，就产生了需要自动化的萌芽。丰田对于JIT系统的探索，起源于1934年，当时丰田从纺织企业转型，生产了第一辆汽车。丰田喜一郎作为丰田汽车集团的创始人，领导了引擎铸造工作，并发现了生产中的许多问题。他认为应该停止修复错误投入的大量时间，改善生产流程。1936年，丰田从日本政府赢得了第一个卡车订单，生产流程又遇到了新的问题，他逐渐发展了"改善法"，提高了产量。
二战后，日本经济的发展低迷，主要精力集中于大规模生产，在经济发展初期，主要问题是如何通过经济规模降低成本。当大野耐一参观了美国的超市后，他意识到，工时制度不应该受到销售额和生产目标的束缚。根据丰田当时的经济状况，应该避免生产过剩，因此出现了拉动生产的概念(有别于根据目标绩效的“推动生产”)，拉动生产的主要目的是重视生产时长。
丰田的大野耐一让这些方法付诸生产，他根据当时现有的内部生产理论，传播他自身的理论，从而产生了今天的丰田生产系统 (TPS)。主要就是TPS本身，而不包括很多企业方法，让精益生产得以发展。 诺曼·波迪克在《福特的前世今生》中是这样写的：“1980年，我刚刚接触到准时制生产(JIT)和丰田生产系统的概念，然后，我有机会目睹了丰田的现状，参观了四个最大的生产订单之一，在那里我认识了大野耐一先生，他是系统的创立者。当我们狂轰乱炸式地提问是什么引发他创立了该系统时，他只是笑笑，说他都是从亨利·福特的书中学到的。" TPS系统的规模、严格和持续学习法，让它成为了精益生产法的核心。

## 浪费的类型
减少浪费看上去是一个简单、明确的主题，当实际市场中，很多“浪费”实际上发现的难度很大。这往往大大削减了达到目标的能力。精益生产的目的就是减少浪费，丰田把浪费分为三类：無駄、無理和不均匀（ムラ）；在很多精益生产操作中，往往仅包括第一类，仅包含降低相应的利润。
新乡重夫对这种思想进行了解释，他观察到，例如，拧螺钉的工序中，仅仅在最后一步才将螺钉拧紧，在前面的工序中只需移动螺钉即可，于是这个工序就可减少拧紧螺钉的时间。在进一步细分的情况下，就建立了价值附加值这个概念，将没有价值附加值的浪费和有价值附加值的工作进行了区分。没有价值附加值的工作一律视为浪费，从而进行流程改进，一个关键内容是衡量、消除这些浪费、确定浪费的影响范围、明确改进的结果，因此不断向着目标前进。
"工作流" (或称工作中的流畅程度) 也是根据JIT生产系统建立起来的。通过减少了工作中的变量，通过一系列技术，从而对工作实施中，推动因素、理论、目标和优先性进行规划。JIT系统的目标是，降低所有隐藏的库存，仅让有价值附加值的工作顺畅流动，从而解决库存的问题。
不平衡（Muri）指管理者强加给工人和设备的一切无理工作要求。由于组织管理不强，而产生了该类问题，例如过度负重、将生产工具乱搬乱放、危险工作、甚至超过或低于同伴的工作速度，都会带来这类浪费。是属于超过人体或机器自然承受力的因素。这就要求提高工作者的工作效率、不要采取捷径、或者擅自修改决策条件。不合理的工作往往会引起很多其他问题。
将这三种浪费行为归纳为 TPS系统，或者精益生产系统。首先，不平衡（muri）主要指流程的准备和计划中，通过设计可以避免的工作浪费。其次，不均匀（mura）主要指在工作设计实施的过程中，消除工时、操作等级等方面的波动和参差，例如质量和数量。浪费（Muda）主要指发现流程是否到位，是否操作得当，是通过产量来进行衡量的。管理者的角色就是检查浪费，在过程中，消灭深层次的引起浪费的因素，同时，联系“不平衡”和“不均匀”系统，发现的浪费必须回归到“不平衡”，也就是项目的计划、设计过程。
这些浪费互相影响的一个典型案例就是，在公司报告中，一般都需要报告各种数字，利用需求来计划生产，这就增加了浪费，当计划的数字比实际低时，生产就会压缩额外产量，导致日程和标准改变，这进一步导致了多种形式的浪费，从而引起停工期、发生错误或者产品回流、等待等等浪费。因此就需要消除关于等待、更正和运行的浪费（muda）。
丰田的七项浪费（muda）指：
- 1. 等待的浪费：指生产过程中由于各种原因导致的等待时间，如设备故障、物料供应不及时等，这些等待时间造成了生产效率的降低。
  2. 搬运的浪费：包括物料在运输过程中的不必要动作或设计路线不合理，导致时间和成本的浪费。
  3. 不良品的浪费：生产出的不合格零部件或产品，需要进行额外的处理，如返工、报废等，这些都会增加成本。
  4. 动作的浪费：指工作中不标准或多余的动作，这些动作不仅效率低下，还可能导致员工疲劳。
  5. 加工的浪费：指在产品生产过程中一些不必要的工序或过度加工，这些都会增加成本。
  6. 库存的浪费：过度的库存会占用储存空间和资金，增加管理成本。
  7. 制造过多（早）的浪费：生产过多或过早的产品，导致下一个环节用不上，造成库存积压和资源浪费。

沃马科在2003年定义了第八种浪费，即不满足客户需求的生产产品和服务，很多其他错误也被归于"人类智慧的浪费"，这些错误原本不属于七项浪费中，但是在实际操作中很有用。《新老所有浪费项目列表》请参见比切诺和何伟阁作品 (2009)

### 项目演示
以下是精益生产项目的一个简单例子：
| 采用各种工具的管理法 - 高级管理者讨论、同意采取精實生產 - 管理层思考、选出项目领导、制定目标 - 发布计划、愿景给工人 - 招募志愿者，组成精益管理小组(5-7名工人最佳，来自于不同部门) - 建立精實生產实施小组 - 训练他们使用不同精益生产工具，参观其他进行过精益生产的企业 - 选择一个试点项目，进行试点 – 5S法 可以作为入门法 - 试点项目运作 2–3 个月，进行评估、考评和错误总结 - 将试点成果推广到其他项目 - 评估结果，鼓励工人反馈 - 稳定积极成果，选出监督者，培训业内训练法 (TWI) - 当项目成熟后，考虑实施下一个精益生产工具，选择一个最大程度上符合你的行业的工具 | 针对不平衡（muri）浪费（TPS中与供应商使用的方法）). - 尽量多列出所有可见的质量问题，包括停工、质量不稳定、提交给高层领导 - 以工作单元为单位，让产品、部件以最快的速度在系统中进行流动，运用生产超市法，在避免阻碍的情况下，让产品、服务最快速度流动 - 发现问题、引入标准流程、并在工厂推广 - 开始在生产过程中进行“推动”，检查生产日程，每天制作看板卡监督每个环节的生产 - 减少批次产量、增加内部流动速度，如果可能，提高外部需求 - 利用管理工具提高质量 - 减少部分人员 (或增加工作份额) 重新开展工作 |

### 持续改进
持续改进的思想主要是为了达到企业的目标。“持续改进”这个名字是指，不断增加产品、流程和服务的质量，目的是减少浪费、提高工厂的功能、提高客户服务、以及产品性能。(须崎, 1987).

### 评测
整體設備效率 (OEE) 是一套在精益生产中使用的评测方法。

## 实施陷阱
一直以来，对精實生產的一种批评，主要来自于基层工人，他们认为精實生產过多注重管理工具、管理方法，但不注重精實生產中的文化和哲学。对基层工人的这种关注，应该在实施精實生產中进行注意。

## 另请参阅
- 豐田生產方式
- 精益软件开发
- Lean CFP driven
- A3報告

## 更多阅读
- MacInnes, Richard L. (2002) The Lean Enterprise Memory Jogger.
- Page, Julian (2003) Implementing Lean Manufacturing Techniques.